# Spark-Virgin DSV-01
La Spark-Virgin DSV-01 è una monoposto da competizione costruita dalla DS Virgin Racing per partecipare al campionato di Formula E 2015-2016.

## Vettura

### Meccanica
La vettura, come tutte le auto da Formula E, è a trazione elettrica. Presenta due motori e un cambio a marcia singola.

### Livrea
La livrea è caratterizzata largamente dai colori del logo del team, mentre sulle fiancate è riportato il logo della DS Performance.

## Stagione
La monoposto è sufficientemente competitiva. Nelle prime gare Sam Bird ottiene 2 podi e una pole-position, vincendo l'EPrix di Buenos Aires.

## Risultati
| Anno    | Squadra          | Gomme | No. | Piloti           | 1   | 2   | 3   | 4   | 5   | 6   | 7   | 8   | 9   | 10  | Punti | T.C. |
| ------- | ---------------- | ----- | --- | ---------------- | --- | --- | --- | --- | --- | --- | --- | --- | --- | --- | ----- | ---- |
| 2015-16 | DS Virgin Racing | M     |     |                  | CHI | MAL | URU | ARG | MEX | USA | FRA | GER | GBR | GBR | 146   | 3°   |
| 2015-16 | DS Virgin Racing | M     | 2   | Sam Bird         | 7   | 2   | Rit | 1   | 6   | 6   | 6   | Rit | 7   | Rit | 146   | 3°   |
| 2015-16 | DS Virgin Racing | M     | 25  | Jean-Éric Vergne | 12  | Rit | 7   | 11  | 16  | 13  | 2   | 5   | 3   | 7   | 146   | 3°   |